# Sven Thofelt
Sven Alfred Thofelt, né le 19 mai 1904 est un pentathlonien suédois, spécialiste de l'épée.

## Biographie
Sven Thofelt fut président de l'Union Internationale de Pentathlon Moderne entre 1960 et 1988.

## Palmarès

### Pentathlon moderne aux Jeux olympiques
- 1928, à Amsterdam,  Pays-Bas:
  - individuel,  Médaille d'or

### Escrime aux Jeux olympiques
- 1936, à Berlin,  Allemagne:
  - équipe,  Médaille d'argent à l'épée
- 1948, à Londres,  Royaume-Uni:
  - équipe,  Médaille de bronze à l'épée

### Championnats du Monde d'escrime
- Epée en équipe
  - 1931,  Médaille de bronze
  - 1933,  Médaille de bronze
  - 1934,  Médaille de bronze
  - 1937,  Médaille de bronze
  - 1938,  Médaille d'argent
  - 1947,  Médaille d'argent

Ce palmarès n'est pas complet